# Obrostka ciemnonoga
Obrostka ciemnonoga, obrostka czarnonoga (Dasypoda argentata) – gatunek pszczoły z rodziny spójnicowatych (Melittidae).

## Opis
Ciało gęsto porośnięte długimi włoskami o zmiennym ubarwieniu. Może być ono rude, żółtawe bądź szare. Tylne golenie samic wyposażone w gęste szczoteczki o czarnym zabarwieniu. Owłosienie nóg jest słabsze u samców i przybiera rudawą barwę. Odwłok u samic wyposażony w pomarańczowożółte przepaski. W przypadku samców przepaski są szarawe, z wyjątkiem tych na końcu odwłoka, które są jaskraworude.

## Biologia
Lata od końca czerwca do sierpnia. Jak wszystkie pozostałe przedstawicielki rodzaju, obrostka ciemnonoga zakłada gniazda w wykopanych przez siebie norkach w ziemi. Gniazduje w koloniach na suchych terenach o piaszczystym podłożu i skąpej roślinności. Siedliska często znajdują się w pobliżu muraw kserotermicznych. Larwy odżywiają się mieszaniną pyłku i nektaru. Samice odwiedzają niemal wyłącznie kwiaty driakwi żółtej (Scabiosa ochroleuca). Obserwowane również na świerzbnicy polnej (Knautia arvensis).

## Rozmieszczenie geograficzne
Obecna w Hiszpanii, Francji, Włoszech, Szwajcarii, Austrii, Niemczech, Polsce, Litwie i Rosji. W Polsce uważana za gatunek bardzo rzadki. Odnaleziona do tej pory w województwie świętokrzyskim, śląskim, mazowieckim i kujawsko-pomorskim.

## Zagrożenia
Głównym zagrożeniem dla populacji obrostki ciemnonogiej w Polsce jest zanik jej siedlisk i miejsc gniazdowania na skutek postępującej urbanizacji. Równie niebezpiecznym dla tego gatunku zjawiskiem jest wypieranie rdzennej roślinności przez gatunki inwazyjne takie jak nawłoć kanadyjska (Solidago canadensis) czy trojeść amerykańska (Asclepias syriaca). Są to rośliny bardzo ekspansywne, które w miejscu ich występowania potrafią szybko zastąpić rodzimą florę. D. argentata jest specjalistką pokarmową, dlatego jej występowanie zależne jest od występowania roślin z rodziny przewiertniowatych (Caprifoliaceae), szczególnie driakwi żółtej. Wraz z zanikiem populacji rośliny żywicielskiej spadać będzie liczebność obrostki.